# Rakverei vár
A rakverei vár (észtül: Rakvere ordulinnus, németül: Burg Wesenberg vagy Burg Wierland) egy jelentős várrom az észak-észtországi Rakvere városában. Fennállása során birtokolták a dánok, a Livóniai Lovagrend, az oroszok, a svédek és a lengyelek is. Jelenleg múzeum, és egy népszerű középkori szabadidőpark helyszíne.

## Története

### Korábbi erődítmények
A Rakvere-hegyen található ősi erődítmény legrégebbi ismert régészeti nyomai az 5-6. századból származnak. A feltételezések szerint meglehetősen egyszerű, gyenge védelmi szerkezetekkel rendelkező palánkvár volt, amelyet csak egy fenyőfából készült palánk vett körül. A 11-12. században az erőd fából készült erődítményeit is megerősíthették. Az erődnek nem volt kőfala, mert a környéken nem volt megfelelő építőanyag. A fából épült erődítményről nem lehet pontosabbat tudni, mivel a későbbi kőerődítmény miatt lebontották, és maradványa a több évszázados építkezések és átépítések során a korabeli talajjal és leletekkel együtt elpusztult.
Az erődtől északra, a sánc alsó részén, a mai Színházhegyen egy ősi település állt, amelynek a kultúrrétegekben talált kézzel készített kerámia és néhány nyílvessző arra utal, hogy az 1. évezred második felében, illetve az 1. és 2. évezred fordulóján már létezett itt település.
Mint Henrik Livónia krónikájából kiderül, a várat már a 13. század elején Tarvanpe (Tharwanpe) néven emlegették, ami összefügg a vár dán nevével, Wesenberg (wesent - tarvas, németül először 1252-ben említik) és a későbbi város pecsétjén szereplő tarvafej képével. A város orosz neve, Rakovor (Rakobor) először 1268-ban egy novgorodi forrásban szerepel.

### Dán időszak (1238-1346)
1226-ban Johannes Dolenist, a tartui püspök hűbérese elfoglalta Tarvanpe városát. Valószínűleg támogatta őt Johannes nagymester, a Pápai Állam helyi helyettes adminisztrátora, akivel együtt támadtak a dánokra. Dolen egyik társa valószínűleg Dietrich von Kyvel volt, aki 1241-re a legnagyobb földbirtokos lett Virumán. D. von Kyvel birtokolta Tarvanpe erődjét és a körülötte lévő összes falut, valamint Toolse kikötőjét, a Purtse folyó torkolatánál lévő kikötőt és a Purtse folyó átkelőjét a Tallinn-Narva úton. Az 1238-ban aláírt stensbyi szerződésben a dánok visszaszerezték Észak-Észtországot és Tarvanpét.
Miután a 13. század második negyedében Észak-Észtországban véglegesen megszilárdult a dán uralom, a dán király létrehozta az Észt Hercegséget, amelyhez az ősi Harju és Viru megyék tartoztak. A dán király helyettese, aki a tallinni várban lakott és széles körű jogkörökkel rendelkezett, a király nevében gyakorolta a hatalmat a területen. Az Észt Hercegség katonai biztonsági rendszere három királyi erődből állt: Tallinn, Rakvere és Narva. Minden erődnek volt egy-egy helyőrsége, amelynek tagjait „castrenses” néven ismerték.
1268-ban a novgorodiak az egész orosz területről érkező szövetségesek segítségével megpróbálták elfoglalni Wesenberg várát. A dánok, Viljandi és Paide urai, valamint a tartui püspök, köztük sok észt ellenállt nekik. Az oroszok megnyerték ugyan a wesenbergi csatát, de olyan áron, hogy az erőd ostroma nélkül kellett visszavonulniuk.
A novgorodi ostromgépek ellenére azonban Rakvere elfoglalása nem lett volna könnyű, mivel a dánok már a 13. század második negyedében megkezdték saját váruk építését az ősi erőd helyén, felhasználva az eredetileg az észtek által épített bástyát és fapalánkot. Ekkor épültek az első kőépületek, amelyek közül a legrégebbiek a későbbi főváros délnyugati sarkában található két félpincehelyiség maradványai. Kezdetben egy kis, „kolostorház” típusú várkastélyt építettek, amely köré csak a 14. században épült nagyobb vár, amikor Virumaa ismét a Livóniai Lovagrend uralma alá került. A 14. század elején a dánok új, akár 2 méter vastag kő körfalat építettek. A fal mészhabarcsra épült vegyes falazatként, a föld és a kerek mészkő mellett tört mészkő felhasználásával. A nyugati fal akár 7 méter magas is lehetett, tetején a támpillérekre támaszkodó mellvéd állt. A védőfalat később még háromszor megemelték. A körben futó fal követte a felszínt, és szabálytalan négyszög alakú volt.
Sajnos a várról a dán korszakban nem lehet sokat tudni, és a lakói is ismeretlenek maradtak. 1302-ben a vár északi és keleti oldalán fekvő település városi jogokat kapott.
1343. április 23-án az Észt Hercegségben (Harju-Viru) észtek felkelése kezdődött: a Szent György-éji felkelés, amely átterjedt Nyugat- és Saarföldre. Mivel a dán király képtelen volt egyedül elfojtani a felkelést, kénytelen volt a Livóniai Rend segítségét elfogadni. 1343. május 16-án Harju-Viru vazallusai megadták magukat a rendnek. Miután az észtek május 14-én vereséget szenvedtek a sõjamäei csatában, a rend csapatai elfojtották a felkelést, és elfoglalták az Észt Hercegség legfontosabb erődítményeit, köztük Rakverét is. 1346-ban IV. Valdemár dán király 19 000 ezüstmárkáért (~4,4 tonna ezüst) eladta az Észt Hercegséget a Német Lovagrendnek, amely viszont a következő évben átadta azt a Livóniai Lovagrendnek.

### A Livóniai Lovagrend időszaka (1347-1558)
A rend uralmának idején a vár volt a megye központja, amelynek élén a várnagy állt. Ő rendelkezett a legmagasabb katonai, igazságszolgáltatási és közigazgatási hatalommal a térségben. Háború esetén a bailiffnak kellett csapataiba gyűjtenie a helyi nemeseket, és velük együtt a rendi sereghez vonulnia, ő vezette a virumai férfibíróságot, amely a nemesek közötti polgári és büntetőügyeket intézte, adót szedett be és igazgatta az uradalmakat.
Rakvere megye keletről Narvával és Vasknarva vármegyével, délről kezdetben Põltsa megyével, később Viljandi megyével, délnyugatról Järva megyével, nyugatról pedig Tallinn megyével volt határos. A hűbérbirtok nyugati határa a Valgejõgi folyó, keleti határa a Putse folyó volt.
1471-ben Johann Wolthus von Herse, a rend nagymestere megalakította a Toolse nevű önálló bailiffséget a területük északi részén, amely magában foglalt néhány területet a Toolse várának környékén és Järva megyében. Mivel Toolse kikötője Virumaa egyik legfontosabb kereskedelmi helye és Rakvere tengeri kapuja volt, az új bailiffség létrehozása nem tetszett Dietrich Lappe von Konningen akkori rakverei bailiffnak. Mivel ellenezte a rendi mester tervét, von Herse elküldte őt Rakveréből a pernui parancsnokságra, ahol állítólag annyira elszegényedett, hogy év végén nem tudta kifizetni a szolgáit. Mivel a rend akkori nagymestere, Berent von der Borch szintén a rend uraként szolgált Rakvereben, közös nevezőre jutottak, összefogták a Herse-ellenes ellenzéket, és megbuktatták. Lappe von Konningen ismét rakverei ura lett, der Borchot pedig a rend mesterévé nevezték ki. 1471 és 1472 között Wilhelm von Bodinckhusen volt Rakvere várának kapitánya.
A későbbi várkapitányok közül kiemelkedett Robert de Grave, aki 1525-ben elzarándokolt a Szentföldre, Santiago de Compostelába és Szent Hubertusz sírjához, valamint diplomataként képviselte a rendet VII. Kelemen pápa és V. Károly császár előtt. A rakverei vár utolsó helytartója, Gerhard Huyn von Amstenraide azonban meglehetősen negatív személyiségként vonult be a történelembe. A krónikás Balthasar Russow szerint „nyilvános parázna volt, és nemcsak kéjes nőkkel, hanem más férfiak feleségével is együtt élt nyilvános szégyenben. A rendi urak szolgáinak pedig nem volt más a napi munkája, mint a verekedés és a rokonasszonyok hajkurászása, amit nem tekintettek szégyennek, sőt, becsületnek és erénynek.”
A rendi uralom végén a vár három uradalmat (Küti, Laanemõisa és Rakvere) birtokolt, és évente 150 márka jövedelmet kapott tőlük. Háború esetén Rakverének a helyi nemesekkel együtt 250 lovast kellett kiállítania. A nemesek otthonukban laktak, és támadás esetén itt kellett gyülekezniük.

## Jelenlegi hasznosítása
A kastély 2002 óta a Virumaa Museums SA egyik fiókintézményének ad otthont. A vár múzeumként és interaktív élményközpontként működik, ahol a látogatók középkori hangulatot, szórakoztató és oktatási programokat élvezhetnek. Nyáron a vár udvarát zsoldosok (landsknechtsek) használják, akik a 16. századi harcos életet játsszák újra, fegyverekkel gyakorolnak, és alkalmanként őrjáratokat tesznek a várba. A kastély zsoldosai szuronyokkal, puskákkal és puskatussal felszerelt muskétákkal vannak felszerelve. Az udvaron szárnyasok, nyulak és juhok kószálnak szabadon, a látogatók pedig lovon vagy szamáron lovagolhatnak. A várban több műhely is működik: a fazekasokkal a turisták edényeket készíthetnek, a kovácsokkal pedig saját érméket verhetnek. A látogatók kipróbálhatják az íjászatot és fakarddal harcolhatnak.
Mint katonai erődítmény, az erődnek saját tüzérsége van, hat különböző méretű és teljesítményű ágyúval: egy 15. századi burgundi tüzérségi darab, becenevén a Tont, egy 17. század végi, 18. század eleji svéd külső ágyú, az Ööbik, két 17. századi jelzőágyú és két bombarda. Az erődítmény helyőrsége a nagy ágyúkkal tüzeléshez puskaport használ. Mivel lőpor bőségesen rendelkezésre áll, a látogatóknak lehetőségük van egy katona vezetésével és felügyeletével elkészíteni és kipróbálni azt.
A vár történetét, a hóhérok és alkimisták munkáját, a középkori orvoslást és a korabeli fegyvereket bemutató kiállítások is megtekinthetők. A várat különböző rendezvényekre is ki lehet bérelni. A várban 2017 óta a Kirev Kukk nevű gyermekbábszínház működik, a Schenkenberg kocsmában pedig középkori receptek alapján készült ételeket szolgálnak fel. A nagy éves rendezvények közé tartozik a Cirkusz Napja, Ottó lovag születésnapja, a Kard és Köpeny Napja és a Rémségek Éjszakája.

## Galéria

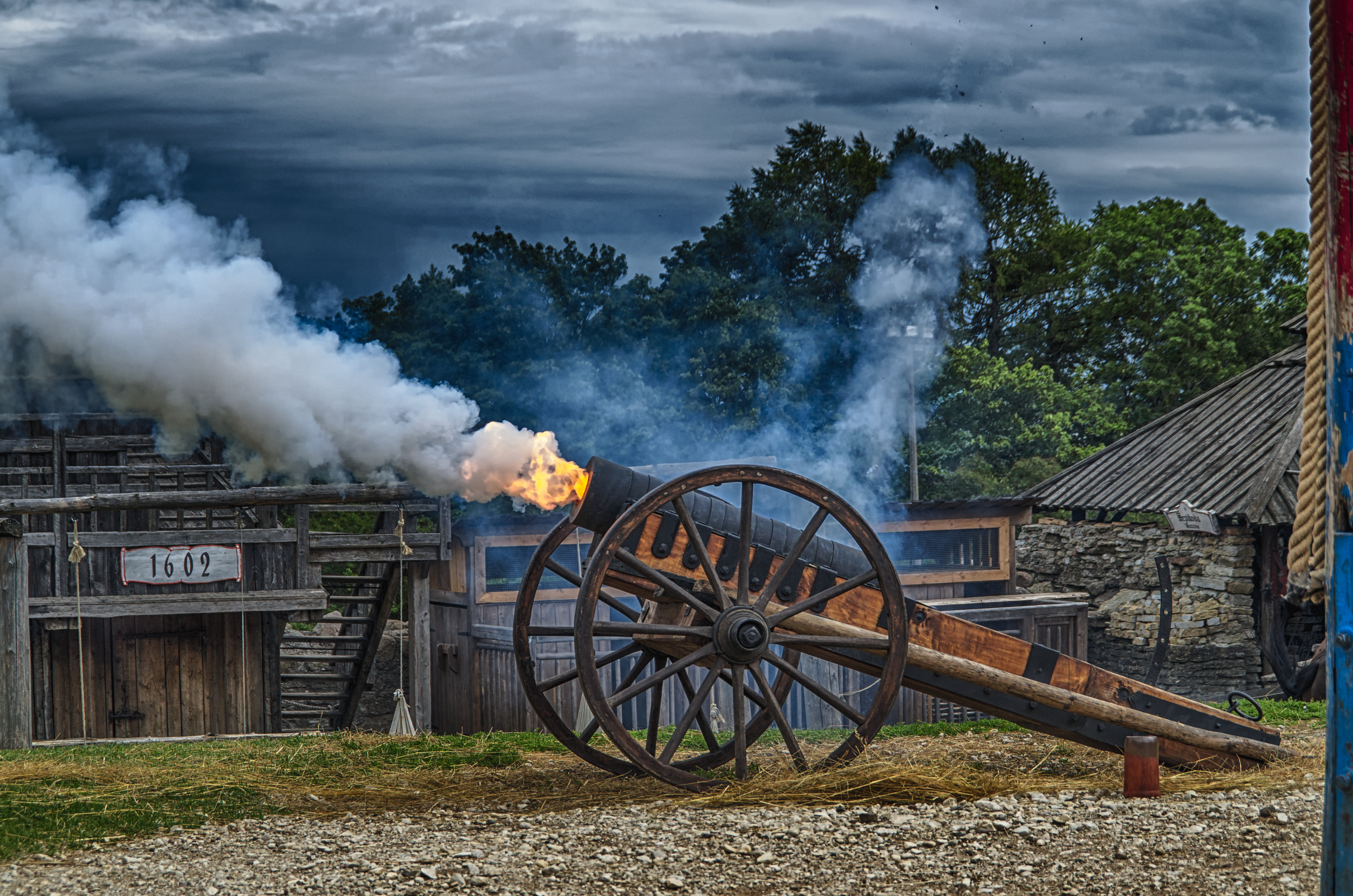
A Tont ágyú elsütése
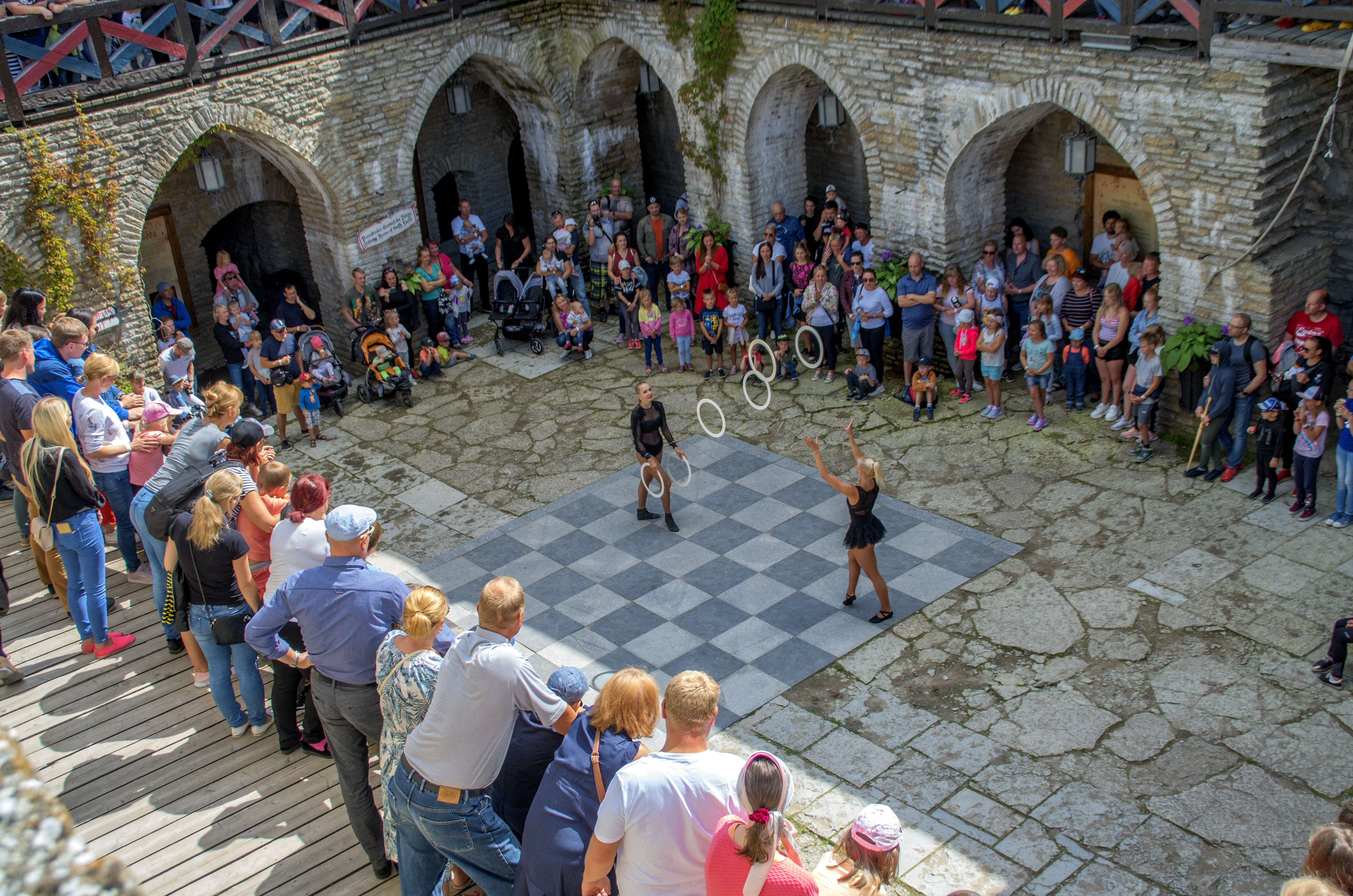
Cirkuszi nap a várban
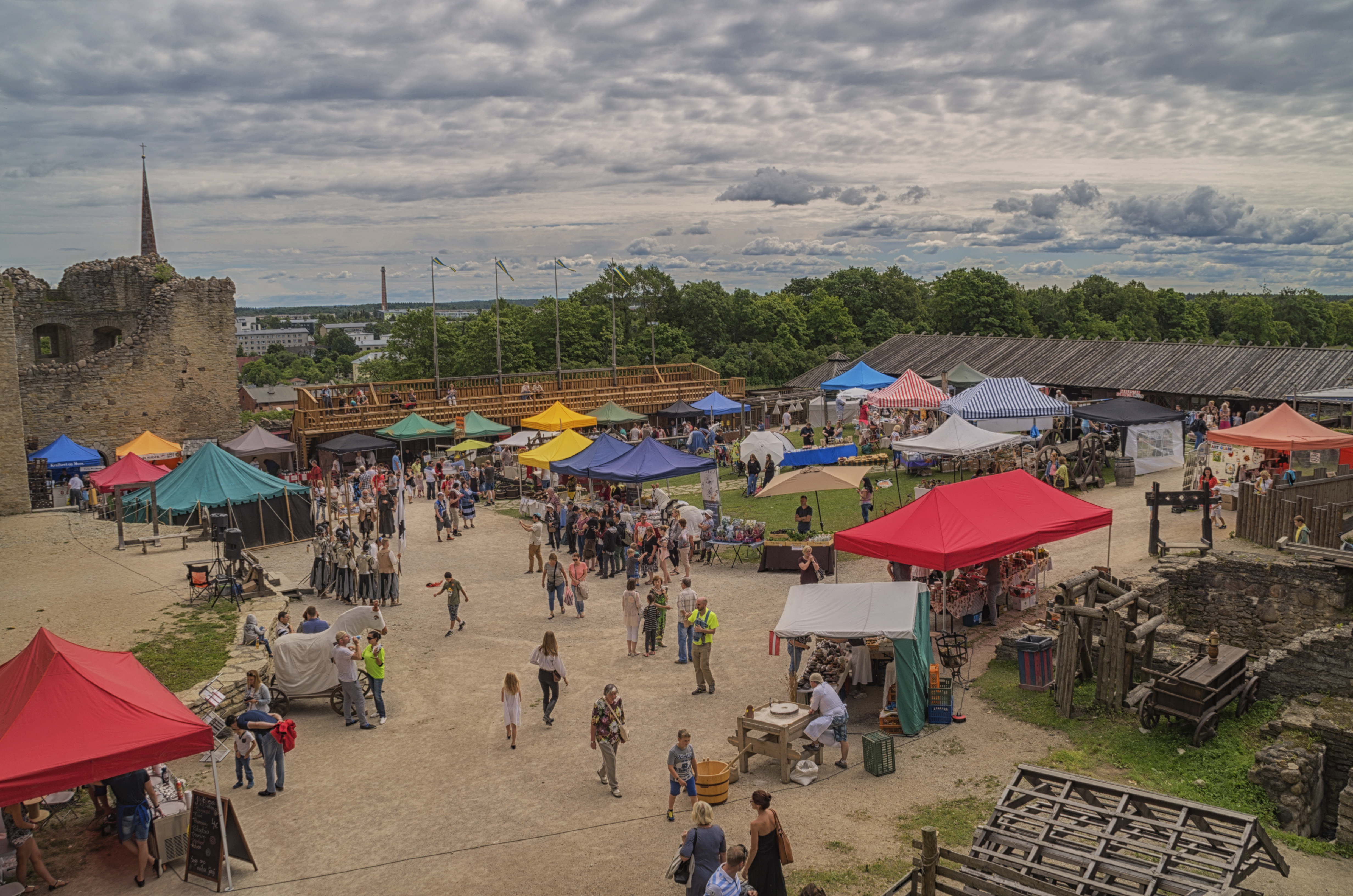
Kirakodóvásár
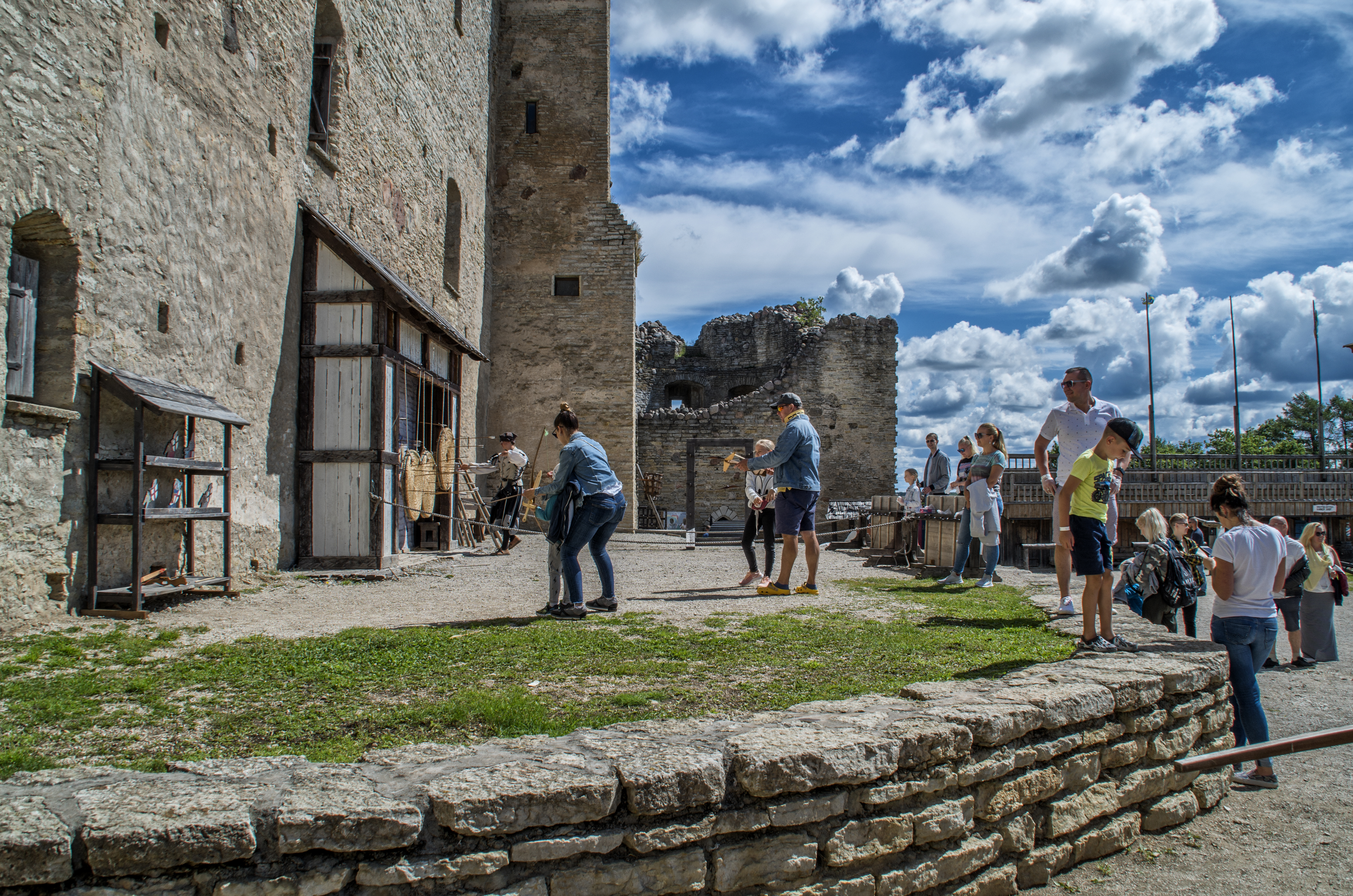
Vibulava ünnepség
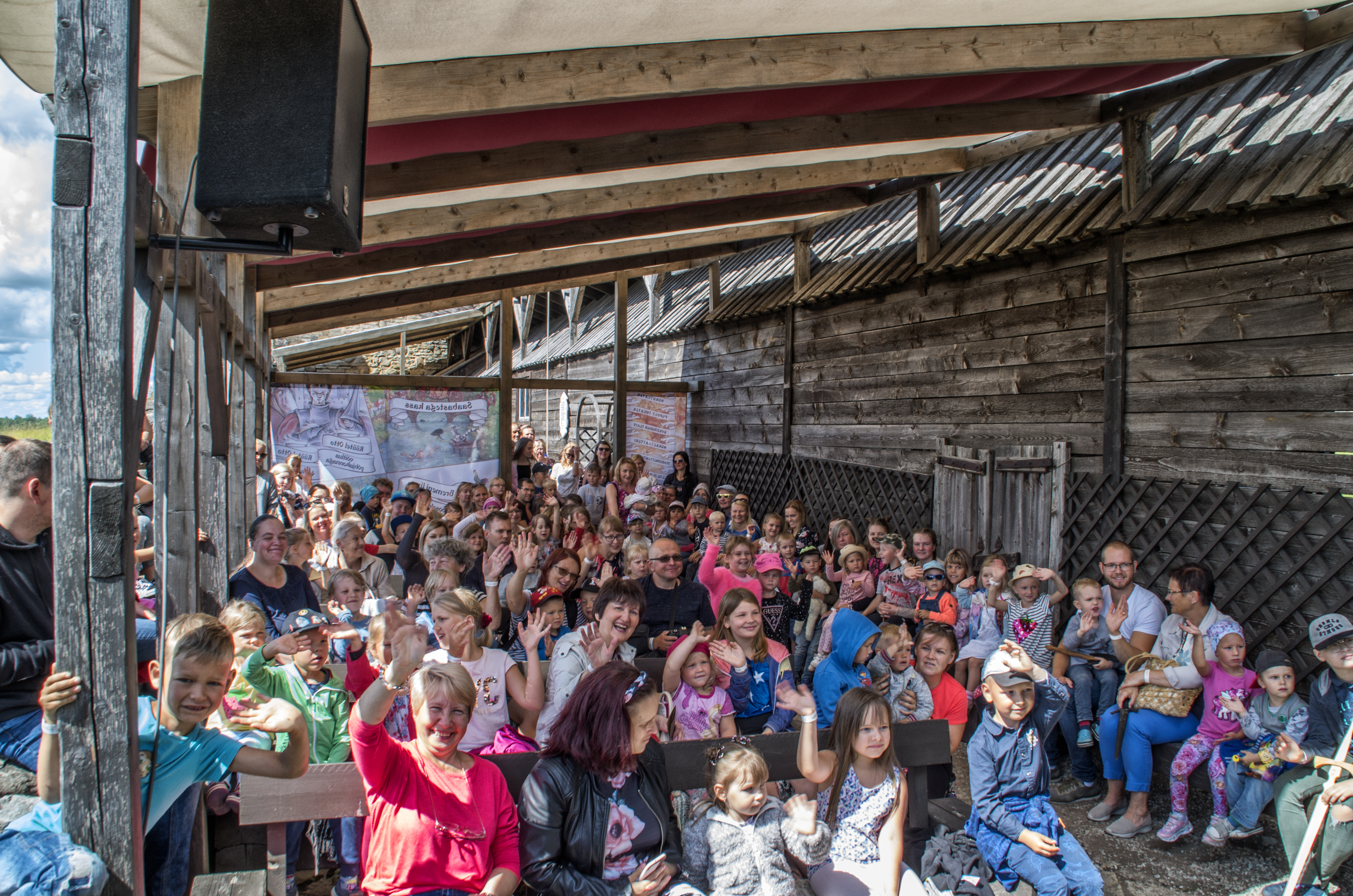
A színház nézőtere
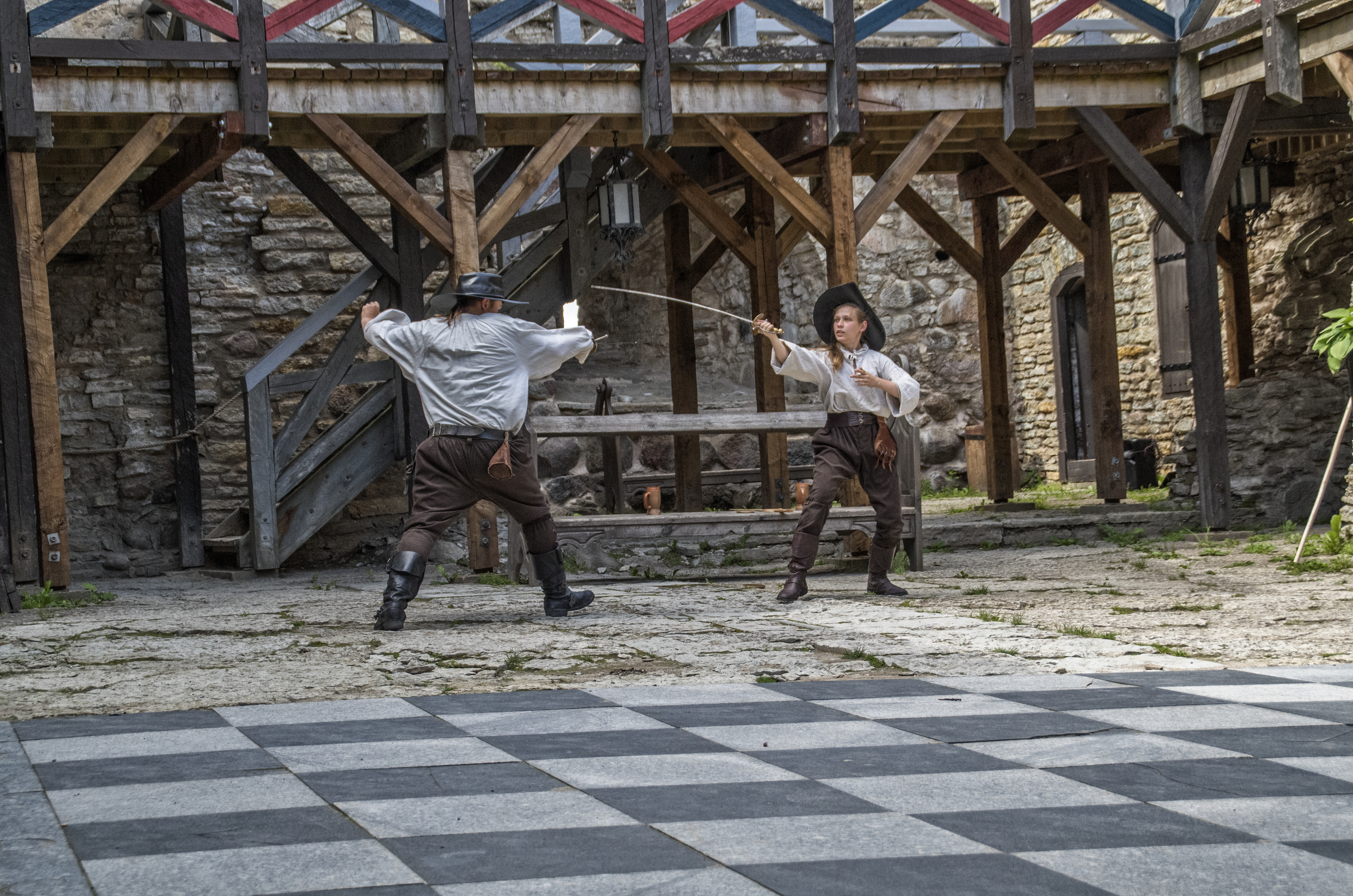
„A kard története” című előadás
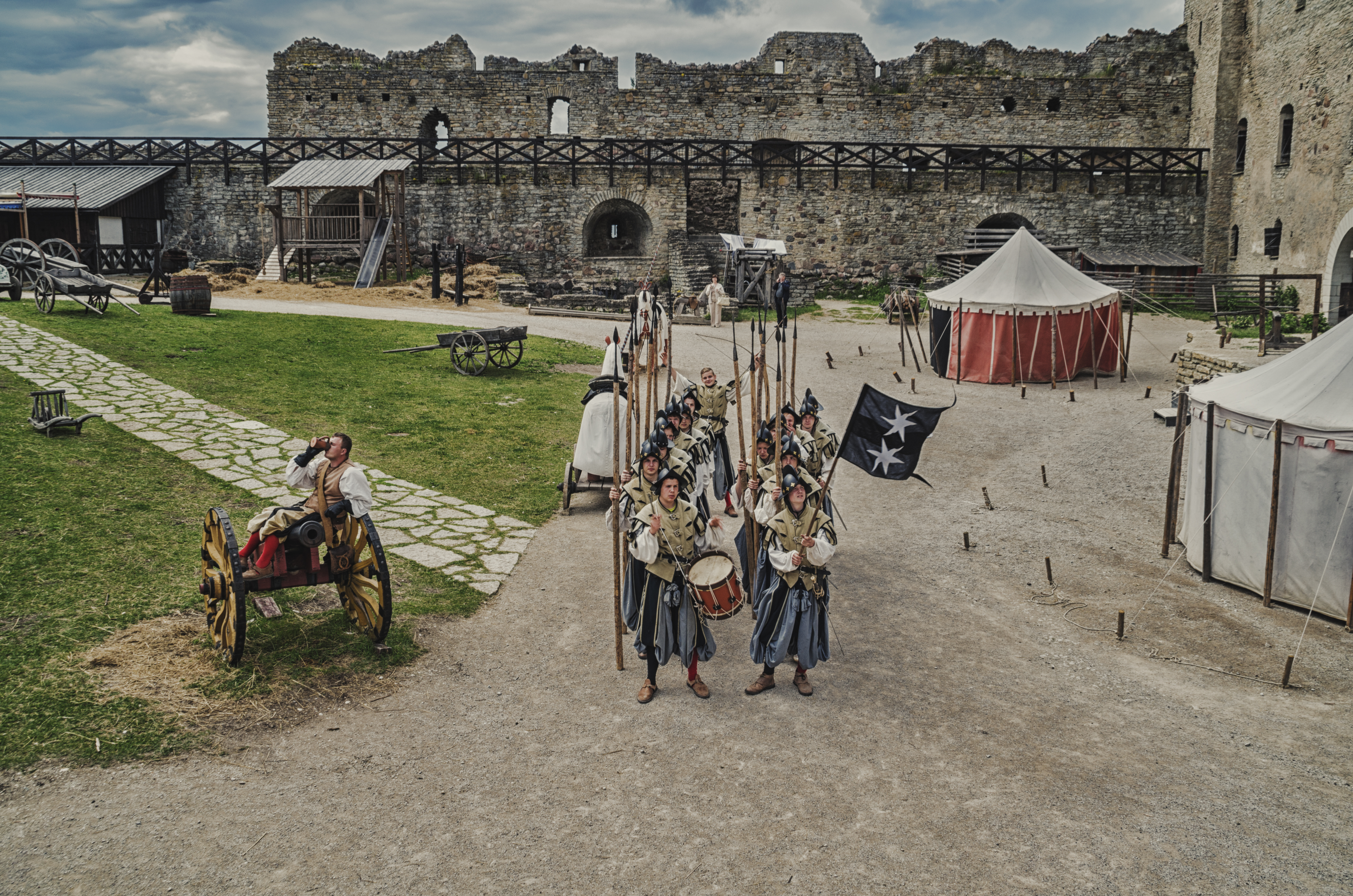
Az erőd zsoldosai
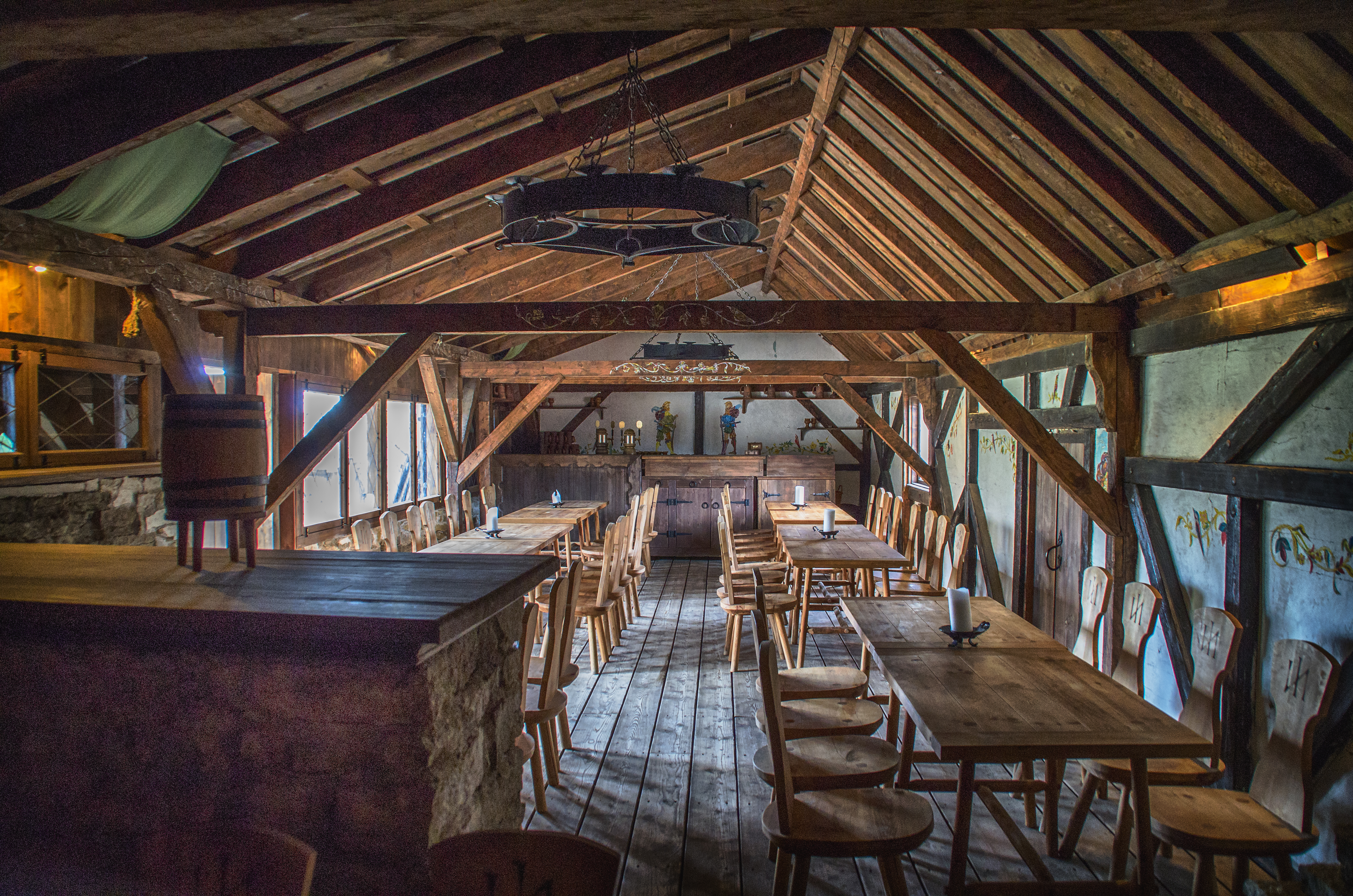
A Landsknechtek étkezője
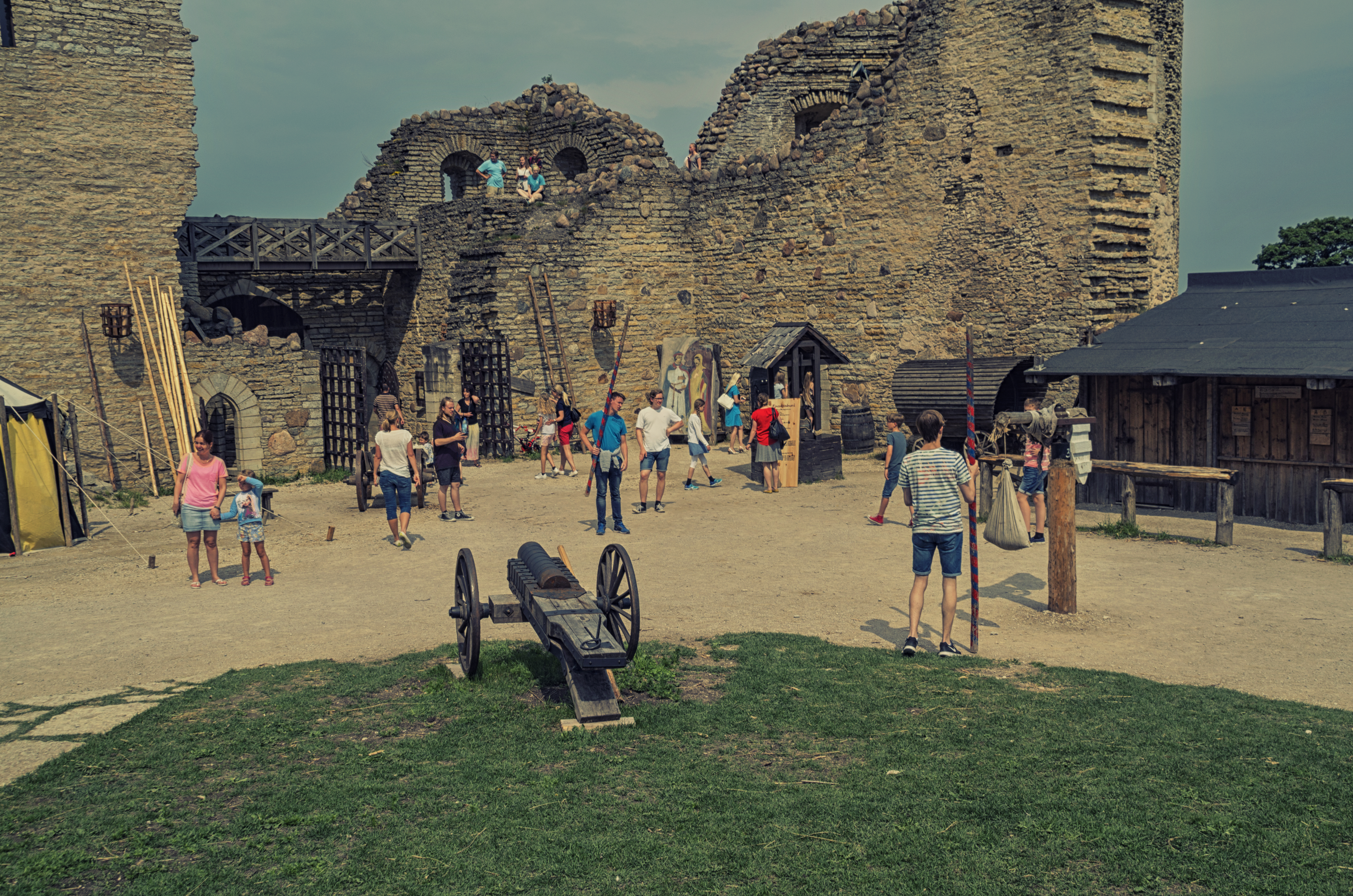
A várudvar és a keleti kapu
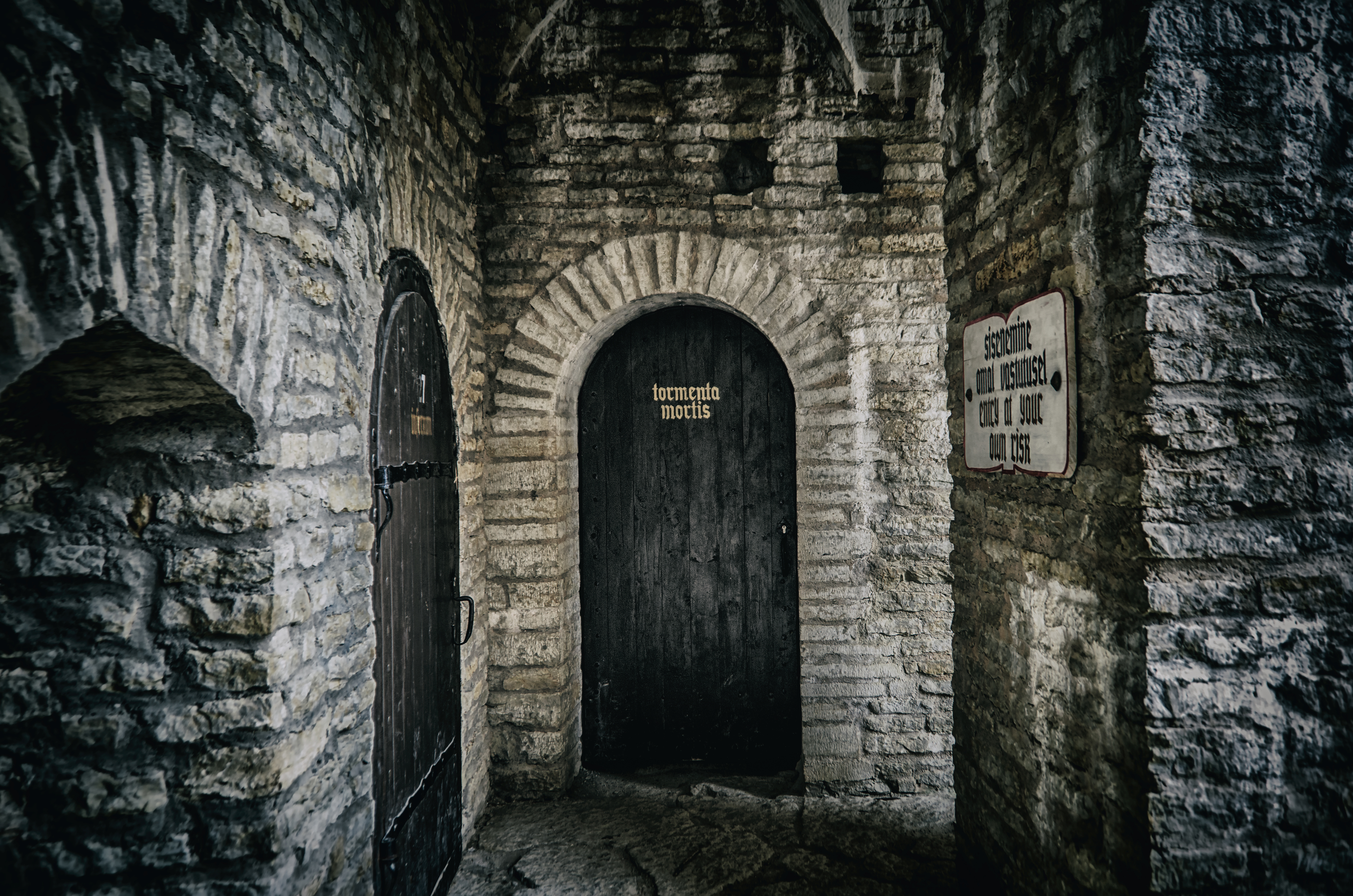
A kínzókamra bejárata

## Fordítás
- Ez a szócikk részben vagy egészben  a   Burg Wesenberg (Rakvere) című német Wikipédia-szócikk ezen változatának fordításán alapul.  Az eredeti cikk szerkesztőit annak laptörténete sorolja fel. Ez a jelzés csupán a megfogalmazás eredetét és a szerzői jogokat jelzi, nem szolgál a cikkben szereplő információk forrásmegjelöléseként.
- Ez a szócikk részben vagy egészben  a   Rakvere ordulinnus című észt Wikipédia-szócikk ezen változatának fordításán alapul.  Az eredeti cikk szerkesztőit annak laptörténete sorolja fel. Ez a jelzés csupán a megfogalmazás eredetét és a szerzői jogokat jelzi, nem szolgál a cikkben szereplő információk forrásmegjelöléseként.